# 天主教普禾格多教区
天主教普禾格多教區（拉丁語：Dioecesis Purvokertensis）是印度尼西亞一個羅馬天主教教區，位於中爪哇省西部，屬三寶壟總教區。2006年有教友76,744人、21個堂區、60名司鐸。現任主教為儒利安·蘇納爾科。
1932年4月25日自巴達維亞代牧區設監牧區，1941年10月16日升為代牧區。1961年1月3日升為教區。